# Syzygium albayense
Syzygium albayense är en myrtenväxtart som beskrevs av Elmer Drew Merrill. Syzygium albayense ingår i släktet Syzygium och familjen myrtenväxter. Inga underarter finns listade i Catalogue of Life.